# دروگر نیشکر

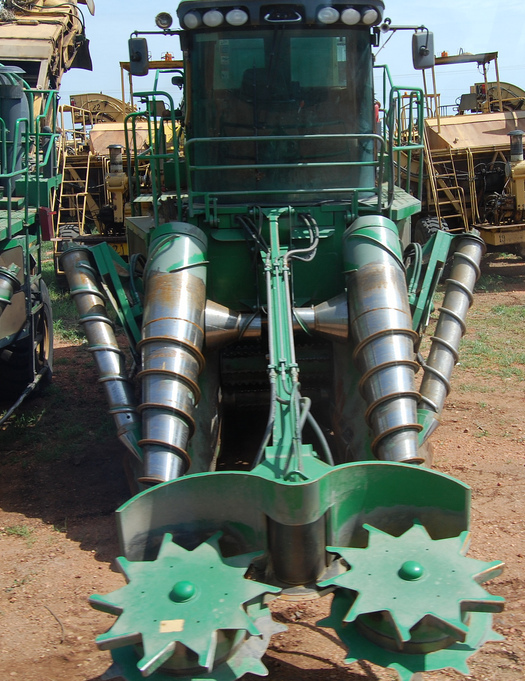
یک دروگر نیشکر

دروگر نیشکر یک گونه بزرگ از ماشین‌آلات کشاورزی است که برای برداشت نیشکر و بخشی از فرآوری، از آن استفاده می‌شود.
دستگاه، که در ابتدا در دهه ۱۹۲۰ توسعه یافت، در کارکرد و طراحی به کمباین شبیه است. یک مخزن ذخیره‌سازی در یک کامیون با یک توسعه مکانیکی واحد، دستگاه ساقه‌ها را در آغاز جدا می‌کند، برگ‌ها را لخت‌ می‌کند، و سپس ساقه را به قطعات تکه می‌کند. سپس آن‌ها را به داخل مخزن داخل دستگاه یا یک وسیله نقلیه جداگانه که در کنار آن قرار داده می‌شود؛ می‌ریزد. پس از آن زباله به زمین ریخته می‌شود، تا در زمین به عنوان کود عمل کند.